# Campeonato Mundial de Tiro con Arco en Campo de 2006
El XX Campeonato Mundial de Tiro con Arco en Campo se realizó en Gotemburgo (Suecia) entre el 28 de agosto y el 3 de septiembre de 2006 bajo organización de la Federación Internacional de Tiro con Arco (FITA) y la Federación Sueca de Tiro con Arco.
En el evento participaron 230 ateltas de 27 países. Las competiciones se desarrollaron en dos instalaciones:
- Los jardines del Castillo Gunnebo – preliminares y eliminaciones
- El parque Trädgårdsföreningen – finales.

## Calendario
| Día      | Hora*       | Evento                | Tipo    |
| -------- | ----------- | --------------------- | ------- |
| 28.08.06 | 18:00-20:00 | ceremonia de apertura |         |
| 29.08.06 | 10:00-16:00 | Ronda de calificación |         |
| 30.08.06 | 10:00-16:00 | Ronda de calificación |         |
| 31.08.06 | 10:00-17:00 | eliminatorias         | ind.    |
| 01.09.06 | 10:00-12:00 | Cuartos de final      | equipos |
| 01.09.06 | 13:00-14:00 | Semifinal             | equipos |
| 01.09.06 | 14:00-15:00 | Final                 | equipos |
| 02.09.06 | 10:00-16:00 | Final                 | ind.    |
| 02.09.06 | 16:00-      | Ceremonia de clausura |         |

- (*) - hora local de Gotemburgo (UTC +2)

## Resultados

### Masculino
| Evento              | Oro                                                     | Plata                                                             | Bronce                                                                |
| ------------------- | ------------------------------------------------------- | ----------------------------------------------------------------- | --------------------------------------------------------------------- |
| Arco recurvo ind.   | Michele Frangilli · Italia ·                            | Sebastian Rohrberg · Alemania ·                                   | Vic Wunderle Estados Unidos                                           |
| Arco desnudo ind.   | Giuseppe Semaindi · Italia ·                            | Mattias Larsson · Suecia ·                                        | Sergio Massimo Cassiani · Italia ·                                    |
| Arco compuesto ind. | Morgan Lundin · Suecia ·                                | Dave Cousins Estados Unidos                                       | John Dudley Estados Unidos                                            |
| Por equipos         | Dave Cousins Vic Wunderle Mark Applegate Estados Unidos | Antonio Pompeo · Michele Frangilli · Giuseppe Semaindi · Italia · | Axel Langweige · Sebastian Rohrberg · Karl-Heinz Clauter · Alemania · |

#### Final de arco recurvo
|  | Semifinales                   | Semifinales                   |    |                            | Final                       | Final |  |
|  |                               |                               |    |                            |                             |       |  |
|  |                               |                               |    |                            |                             |       |  |
|  |                               |                               |    |                            |                             |       |  |
|  | Michelle Frangilli · Italia   | 56                            |    |                            |                             |       |  |
|  | Jean Michel Piquet Bélgica    | 50                            |    |                            |                             |       |  |
|  |                               |                               |    |                            |                             |       |  |
|  |                               |                               |    |                            |                             |       |  |
|  |                               |                               |    |                            | Michelle Frangilli · Italia | 58    |  |
|  |                               | Sebastian Rohrberg · Alemania | 57 |                            |                             |       |  |
|  |                               |                               |    |                            |                             |       |  |
|  |                               |                               |    |                            |                             |       |  |
|  |                               |                               |    |                            | Tercer Puesto               |       |  |
|  |                               |                               |    |                            |                             |       |  |
|  | Vic Wunderle Estados Unidos   | 51                            |    | Jean Michel Piquet Bélgica | 51                          |       |  |
|  | Sebastian Rohrberg · Alemania | 57                            |    |                            | Vic Wunderle Estados Unidos | 58    |  |

#### Final de arco desnudo
|  | Semifinales                      | Semifinales                |    |                      | Final                            | Final |  |
|  |                                  |                            |    |                      |                                  |       |  |
|  |                                  |                            |    |                      |                                  |       |  |
|  |                                  |                            |    |                      |                                  |       |  |
|  | Mattias Larsson · Suecia         | 51                         |    |                      |                                  |       |  |
|  | Miha Koseč Eslovenia             | 46                         |    |                      |                                  |       |  |
|  |                                  |                            |    |                      |                                  |       |  |
|  |                                  |                            |    |                      |                                  |       |  |
|  |                                  |                            |    |                      | Mattias Larsson · Suecia         | 50    |  |
|  |                                  | · Giuseppe Semiandi Italia | 51 |                      |                                  |       |  |
|  |                                  |                            |    |                      |                                  |       |  |
|  |                                  |                            |    |                      |                                  |       |  |
|  |                                  |                            |    |                      | Tercer Puesto                    |       |  |
|  |                                  |                            |    |                      |                                  |       |  |
|  | Sergio Massimo Cassiani · Italia | 52                         |    | Miha Koseč Eslovenia | 47                               |       |  |
|  | Giuseppe Semiandi · Italia       | 56                         |    |                      | Sergio Massimo Cassiani · Italia | 51    |  |

#### Final de arco compuesto
|  | Semifinales                 | Semifinales                 |    |                            | Final                     | Final |  |
|  |                             |                             |    |                            |                           |       |  |
|  |                             |                             |    |                            |                           |       |  |
|  |                             |                             |    |                            |                           |       |  |
|  | Morgan Lundin · Suecia      | 60                          |    |                            |                           |       |  |
|  | John Dudley Estados Unidos  | 56                          |    |                            |                           |       |  |
|  |                             |                             |    |                            |                           |       |  |
|  |                             |                             |    |                            |                           |       |  |
|  |                             |                             |    |                            | Morgan Lundin · Suecia    | 60    |  |
|  |                             | Dave Cousins Estados Unidos | 59 |                            |                           |       |  |
|  |                             |                             |    |                            |                           |       |  |
|  |                             |                             |    |                            |                           |       |  |
|  |                             |                             |    |                            | Tercer Puesto             |       |  |
|  |                             |                             |    |                            |                           |       |  |
|  | Axel Langweige · Alemania   | 58                          |    | John Dudley Estados Unidos | 59                        |       |  |
|  | Dave Cousins Estados Unidos | 60                          |    |                            | Axel Langweige · Alemania | 58    |  |

#### Final por equipo
|  | Semifinales    | Semifinales |    |        | Final          | Final |  |
|  |                |             |    |        |                |       |  |
|  |                |             |    |        |                |       |  |
|  |                |             |    |        |                |       |  |
|  | Suecia         | 53          |    |        |                |       |  |
|  | Estados Unidos | 55          |    |        |                |       |  |
|  |                |             |    |        |                |       |  |
|  |                |             |    |        |                |       |  |
|  |                |             |    |        | Estados Unidos | 56    |  |
|  |                | Italia      | 53 |        |                |       |  |
|  |                |             |    |        |                |       |  |
|  |                |             |    |        |                |       |  |
|  |                |             |    |        | Tercer Puesto  |       |  |
|  |                |             |    |        |                |       |  |
|  | Alemania       | 48          |    | Suecia | 52             |       |  |
|  | Italia         | 53          |    |        | Alemania       | 54    |  |

### Femenino
| Evento              | Oro                                                        | Plata                                                              | Bronce                                                   |
| ------------------- | ---------------------------------------------------------- | ------------------------------------------------------------------ | -------------------------------------------------------- |
| Arco recurvo ind.   | Dolores Cekada Eslovenia                                   | Sophie Dodemont Francia                                            | Naomi Folkard Reino Unido                                |
| Arco desnudo ind.   | Luciana Pennacchi · Italia ·                               | Monika Jentges · Alemania ·                                        | Christina Gauthé Francia                                 |
| Arco compuesto ind. | Silke Hoettecke · Alemania ·                               | Gladys Willems · Bélgica ·                                         | Jamie van Natta Estados Unidos                           |
| Por equipos         | Ingrid Olfsson · Petra Ericsson · Annika Åhlund · Suecia · | Silke Hoettecke · Manuela Kaltenmark · Monika Jentges · Alemania · | Françoise Volle Sophie Dudemont Christine Gauthé Francia |

#### Final de arco recurvo
|  | Semifinales               | Semifinales              |    |                         | Final                     | Final |  |
|  |                           |                          |    |                         |                           |       |  |
|  |                           |                          |    |                         |                           |       |  |
|  |                           |                          |    |                         |                           |       |  |
|  | Elin Kattstrom · Suecia   | 50                       |    |                         |                           |       |  |
|  | Sophie Dodemont Francia   | 51                       |    |                         |                           |       |  |
|  |                           |                          |    |                         |                           |       |  |
|  |                           |                          |    |                         |                           |       |  |
|  |                           |                          |    |                         | Sophie Dodemont Francia   | 50    |  |
|  |                           | Dolores Cekada Eslovenia | 56 |                         |                           |       |  |
|  |                           |                          |    |                         |                           |       |  |
|  |                           |                          |    |                         |                           |       |  |
|  |                           |                          |    |                         | Tercer Puesto             |       |  |
|  |                           |                          |    |                         |                           |       |  |
|  | Naomi Folkard Reino Unido | 51+4                     |    | Elin Kattstrom · Suecia | 49                        |       |  |
|  | Dolores Cekada Eslovenia  | 51+5                     |    |                         | Naomi Folkard Reino Unido | 53    |  |

#### Final de arco desnudo
|  | Semifinales                 | Semifinales                |    |                            | Final                     | Final |  |
|  |                             |                            |    |                            |                           |       |  |
|  |                             |                            |    |                            |                           |       |  |
|  |                             |                            |    |                            |                           |       |  |
|  | Reingild Linhart · Austria  | 44                         |    |                            |                           |       |  |
|  | · Monika Jentges · Alemania | 48                         |    |                            |                           |       |  |
|  |                             |                            |    |                            |                           |       |  |
|  |                             |                            |    |                            |                           |       |  |
|  |                             |                            |    |                            | Monika Jentges · Alemania | 41    |  |
|  |                             | Luciana Pennacchi · Italia | 47 |                            |                           |       |  |
|  |                             |                            |    |                            |                           |       |  |
|  |                             |                            |    |                            |                           |       |  |
|  |                             |                            |    |                            | Tercer Puesto             |       |  |
|  |                             |                            |    |                            |                           |       |  |
|  | Christine Gauthé Francia    | 45                         |    | Reingild Linhart · Austria | 44                        |       |  |
|  | Luciana Pennacchi · Italia  | 53                         |    |                            | Christine Gauthé Francia  | 46    |  |

#### Final de arco compuesto
|  | Semifinales                    | Semifinales                |      |                                | Final                      | Final |  |
|  |                                |                            |      |                                |                            |       |  |
|  |                                |                            |      |                                |                            |       |  |
|  |                                |                            |      |                                |                            |       |  |
|  | Jamie van Natta Estados Unidos | 54                         |      |                                |                            |       |  |
|  | Gladys Willems Bélgica         | 55                         |      |                                |                            |       |  |
|  |                                |                            |      |                                |                            |       |  |
|  |                                |                            |      |                                |                            |       |  |
|  |                                |                            |      |                                | Gladys Willems Bélgica     | 56+4  |  |
|  |                                | Silke Hoettecke · Alemania | 56+5 |                                |                            |       |  |
|  |                                |                            |      |                                |                            |       |  |
|  |                                |                            |      |                                |                            |       |  |
|  |                                |                            |      |                                | Tercer Puesto              |       |  |
|  |                                |                            |      |                                |                            |       |  |
|  | Silke Hoettecke · Alemania     | 55                         |      | Jamie van Natta Estados Unidos | 59                         |       |  |
|  | Jahna Davis Estados Unidos     | 53                         |      |                                | Jahna Davis Estados Unidos | 58    |  |

#### Final por equipos
|  | Semifinales | Semifinales |    |         | Final         | Final |  |
|  |             |             |    |         |               |       |  |
|  |             |             |    |         |               |       |  |
|  |             |             |    |         |               |       |  |
|  | Francia     | 49          |    |         |               |       |  |
|  | Alemania    | 50          |    |         |               |       |  |
|  |             |             |    |         |               |       |  |
|  |             |             |    |         |               |       |  |
|  |             |             |    |         | Alemania      | 50    |  |
|  |             | Suecia      | 56 |         |               |       |  |
|  |             |             |    |         |               |       |  |
|  |             |             |    |         |               |       |  |
|  |             |             |    |         | Tercer Puesto |       |  |
|  |             |             |    |         |               |       |  |
|  | Suecia      | 51          |    | Francia | 54            |       |  |
|  | Austria     | 47          |    |         | Austria       | 48    |  |

## Medallero
| Núm. | País           | Oro | Plata | Bronce | Total |
| ---- | -------------- | --- | ----- | ------ | ----- |
| 1    | Italia         | 3   | 1     | 1      | 5     |
| 2    | Suecia         | 2   | 1     | 0      | 3     |
| 3    | Alemania       | 1   | 3     | 1      | 5     |
| 4    | Estados Unidos | 1   | 1     | 3      | 5     |
| 5    | Eslovenia      | 1   | 0     | 0      | 1     |
| 6    | Francia        | 0   | 1     | 2      | 3     |
| 7    | Bélgica        | 0   | 1     | 0      | 1     |
| 8    | Reino Unido    | 0   | 0     | 1      | 1     |
|      | TOTAL          | 8   | 8     | 8      | 24    |